# Sabor (Tarzán)
Sabor es un nombre genérico para las leonas en Mangani, la lengua ficticia de los grandes simios en las novelas de Tarzán. En las obras de Edgar Rice Burroughs muchas leonas aparecen bajo ese nombre.

## Evolución del término
En la publicación de la revista inicial de la novela original Tarzán de los Monos, Sabor significa "tigre". Más tarde, Burroughs cambió el significado a "leona" al enterarse de que no hay tigres en África. Lo sustituyó por "leona" porque ya había una denominación Mangani para los leones machos: Numa. Los leones alcanzaron la distinción de ser las únicas criaturas con términos diferentes en Mangani para macho y hembra, debido al dimorfismo sexual entre ambos. En la película animada de Walt Disney  Tarzan el significado de la palabra se cambió de nuevo, esta vez a "leopardo", a pesar de la existencia previa un término Mangani para el leopardo: Sheeta. El cambio se hizo para dar exactitud factual; los leones viven en la sabana  y no en la jungla como aparece en los cuentos de Burroughs, el único gran depredador dominante en las selvas de África es el leopardo. Además, los productores consideraban que Sabor es una palabra más evocadora e interesante que Sheeta. La trivia IMDb indica que Sabor es un jaguar, lo cual no es cierto, pues los jaguares son propios de regiones sudamericanas.

## Adaptación de Disney
En la película animada de Disney Tarzan, Sabor una leopardo hembra, quien es la peor enemiga de los gorilas. Una noche, al principio de la película, la cría de Kerchak y Kala se separa, y es sorprendido por Sabor, que buscaba comida. Sus padres corren a salvarlo pero llegan demasiado tarde. A la mañana siguiente, la deprimida Kala oye un raro sonido y lo sigue hasta llegar a la casa del árbol, donde descubre indicios del trágico ataque de Sabor. Ahí encuentra a un bebé que bautiza como Tarzán, y descubre que Sabor aún está en la casa. Después de una larga batalla, Kala consigue burlar a Sabor y huir con el bebé. Mucho más tarde, siendo Tarzán adulto, Sabor ataca mientras la familia de gorilas se alimentaba. Primero, Kerchak la enfrenta, pero ella lo hiere, Tarzán arremete contra la leopardo, y ambos terminan cayendo en una fosa, un momento después, Tarzán da su famoso grito mientras levanta el cuerpo de Sabor.
Sabor también aparece brevemente en Tarzán 2, persigue a Tarzán en un valle, pero huye con el grito repentino del Zugor.
En la serie The Legend of Tarzan se usó la designación original Sheeta (que había sido descartado para la película), para nombrar a una de las dos panteras negras que atacan juntas (la otra se llamaba Noru). Las panteras negras son una variedad melánica de leopardo, pero son raras  enÁfrica. En alguna ocasión, Sabor fue mencionada en la serie.
Sabor también apareció en el videojuego Kingdom Hearts como un enemigo en el mundo Selva Profunda, basado en Tarzan.
Sabor fue retratado en una forma muy estilizada, el cuerpo y la cabeza tienen ángulos extraños, los colmillos muy largos y delgados, y las manchas están diferentes y mal ubicadas a las de un leopardo real. Este diseño contrasta con la de otros personajes de la película (como Kerchak y Kala) que fueron diseñados en un estilo más realista. Como es común en las representaciones cinematográficas de grandes felinos, el rugido de Sabor combina los sonidos de varios felinos, incluyendo leopardos, leones  y tigres, pero especialmente pumas.
- Datos: Q6116564